# 埃内斯特·加尔
埃内斯特·加尔（羅馬尼亞語：Ernest Gal，1950年7月19日—），罗马尼亚男子赛艇运动员。他曾代表罗马尼亚参加世界赛艇锦标赛，获得一枚铜牌。他也曾参加1976年夏季奥林匹克运动会。